# Portret van vrouw met witte kraag
Portret van vrouw met witte kraag is een schilderij van de Nederlandse kunstenaar Theo van Doesburg in het Centraal Museum in Utrecht.

## Voorstelling
Het stelt een vrouw voor in een rode jas met daarop een grote witte kraag. Wie de vrouw is, is onbekend.

## Toeschrijving en datering
Het schilderij is rechtsboven gesigneerd en gedateerd ‘Theo Doesburg / 190[.]’. Het verfoppervlak is ter hoogte van het laatste cijfer van de datering beschadigd. De uitvoering van het werk doet denken aan de werken Hond en Twee honden. Vermoedelijk is het in dezelfde tijd gemaakt.